# 薩姆納鎮區 (愛荷華州布坎南縣)
薩姆納鎮區（英語：Sumner Township）是位於美國愛荷華州布坎南縣的一個行政鎮區。

## 地方資料
根據2010年美國人口普查的數據，薩姆納鎮區的面積為88.85平方千米，當中陸地面積為88.12平方千米，而水域面積為0.73平方千米。當地共有人口3148人，而人口密度為每平方千米35.43人。